# اسکتمن کراترز
اسکتمن کراترز (به انگلیسی: Scatman Crothers) (زادهٔ ۲۳ مهٔ ۱۹۱۰ — درگذشتهٔ ۲۲ نوامبر ۱۹۸۶) بازیگر، خواننده و رقصنده آمریکایی بود.
از نقش‌های او می‌توان به بازی در فیلم دیوانه از قفس پرید، دو مدل از یک نوع، مادر خونین، منطقه گرگ و میش، تیرانداز، زاپ شده! و درخشش اشاره کرد.